# MyChat
MyChat — кліент-серверне програмне забезпечення для передачі текстових повідомлень з гарантованою доставкою та дзвінками.
Програма розповсюджується за ліцензією Shareware. Незареєстрована версія підтримує до 20 одночасних підключень користувачів до сервера чату, а також іноді показує рекламний банер та повідомляє про використання безкоштовної ліцензії в усіх текстових вікнах. Якщо ви не реєструєте програму, то просто використовуєте її, як безкоштовну версію, згідно ліцензійної угоди.

## Можливості
- MyChat побудовано за технологією клієнт-сервер, що дозволяє йому працювати як у звичайній локальній мережі, так і у мережі зі складною багаторівневою конфігурацією, а також через Інтернет.
- Проста інтеграція з Active Directory (можливість імпортувати користувачів з їх особистими даними в сервер чату). Підтримка будь-якої кількості доменів[1].
- Використання SSL для шифрування переданих повідомлень[2].
- Достатньо широкі можливості адміністрування сервера та управління клієнтами.
- Авторизація користувачів на сервері та централізоване зберігання приватних даних.
- Можливість змінювати налаштування клієнтських програм дистанційно.
- Відправлення офлайн повідомлень для користувачів, що відключені від сервера.
- Можливість вставки зображень у текст чату[3].
- Файлове сховище на сервері, розділене на персональні та загальні сховища[2].
- Можливість передачі файлів та папок (передача онлайн та офлайн користувачам).
- Можливість передачі файлів через сервер (вмикається автоматично, якщо неможливо передати дані напряму).
- Дошка оголошень.
- Система сповіщень з підтвердженням прочитання і можливістю додати файли.
- Деталізована історія повідомлень на клієнті, а також повне протоколювання повідомлень приватів та каналів на сервері.
- Вбудовані антимат та антифлуд фільтри.
- Базове управління сервером з консолі клієнта.
- Система автоматичного оновлення клієнтів з сервера. Є також MSI пакет для автоматичного розгортання.
- Pascal-подібна скриптова мова, вбудована в сервер, для реалізації додаткових можливостей та інтеграції зі стороннім ПЗ.
- Блокування / бани (IP, MAC, UIN, діапазони IP, Hardware ID).
- Списки контактів: приватні та загальні (приватні - формуються користувачами індивідуально; загальні - формуються на сервері, мають необмежений рівень вкладеності розділів та підрозділів)[2].
- Вбудований FTP сервер, який використовується для передачі файлів та оновлень.
- WEB-інтерфейс для управління сервером[4].
- Система плагінів у клієнті. Є приклади на Delphi та C++.
- Інструмент перегляду системних та FTP протоколів, а також історії переписки, що працює у будь-якому браузері.
- Можливість інтеграції чату в вебсайт[5].
- Шрифтова розмітка та форматування відправлених повідомлень (доступні базові можливості, такі як: зміна шрифту, кольору, фону та розміру тексту).
- Відкритий протокол обміну даними, заснований на JSON.
- Вебчат для спілкування користувачів без встановлення програми, використовуючи браузер.
- Голосові та відео дзвінки, працюють за технологією WebRTC. Усі дзвінки йдуть через вбудований TURN сервер.
- Демонстрація екрана. Працює паралельно з голосовим дзвінком на Windows, macOS та Linux.
- Спеціальний сервіс MyChat Guest[6] для запрошення людей в корпоративний WEB-чат за допомогою електронної пошти.
- Інтеграція з 1С:Підприємство через NativeAPI[7].
- Kanban[8] дошка для управління проектами.
- Програма працює на комп'ютерах під керуванням ОС Windows, Linux, macOS, Android, iOS.
- Вбудований форум[9], який не потрібно налаштовувати.
- Android клієнт для підключення з мобільних платформ.
- Чат повністю підтримує Unicode в інтерфейсі, а також у відправлених повідомленнях.
- Інтеграція з Asterisk
- Додаток для iOS
- GPS трекінг
- Голосові повідомлення
- Редагування власних відправлених повідомлень у приватних діалогах та конференціях
- Відправка повідомлень у "тихому" режимі
- PIN-код безпеки облікового запису
- Голосові повідомлення у Android-застосунку
- Реакції на повідомлення
- Експорт історії зі Skype

## Недоліки
- Графічний інтерфейс на сервері.
- Немає можливості об'єднати сервери.
- Сервер є тільки під платформу Windows, ОС до Windows 2000 не підтримуються.

## Галерея
|                                                    |
| Як виглядає інтерфейс MyChat для платформи Android |

|                                                       |
| MyChat на iOS, MyChat Server та альтернативний клієнт |